# Stazione di Wolgye
La stazione di Wolgye (월계역 - 月溪驛, Wolgye-yeok) è una stazione ferroviaria di Seul situata sulla linea Gyeongwon e servita dalla linea 1 della metropolitana di Seul. Si trova nel quartiere di Nowon-gu, a nord-est della capitale sudcoreana.

## Linee e servizi
Korail
● Linea 1 (ufficialmente, linea Gyeongwon)

## Struttura
La stazione è realizzata su viadotto, con due binari passanti e due marciapiedi laterali.
| 1 | ■ Linea Gyeongwon | per Changdong, Uijeongbu, Dongducheon e Soyosan  |
| 2 | ● Linea 1         | per Cheongnyangni, Seul, Yongsan, Guro e Incheon |

## Stazioni adiacenti
| «                    | Servizio | »          |
| Linea 1              | Linea 1  | Linea 1    |
| -------------------- | -------- | ---------- |
| Nokcheon             | Locale   | Gwangundae |
| L'Espresso non ferma |          |            |